# Jørgen Arbo-Bæhr
Jørgen Arbo-Bæhr (født 9. december 1955 i København) er en dansk politiker og tidligere medlem af Folketinget, valgt for Enhedslisten.
Jørgen Arbo-Bæhr er søn af Niels Arbo-Bæhr og Paula Arbo-Bæhr. Han blev student i 1977, var porcelænsstøber hos Bing & Grøndahl 1980-89 og Den Kongelige Porcelænsfabrik 1989-99, derefter var han arbejdsmarkedssekretær for Enhedslisten i 1999-2005. Han er gift og har en datter, de bor i Valby.
Jørgen Arbo-Bæhr blev medlem af Enhedslisten i 1989, siden 2005 også af hovedbestyrelsen. Han blev første gang valgt til Folketinget i Valbykredsen (Vestre Storkreds) i 2005. Han var medlem af Folketinget frem til folketingsvalget 2007. Med 191 personlige stemmer ved valget i 2005 var han det medlem af Folketinget, der var valgt med færrest personlige stemmer. Han var i sin første periode i Folketinget ordfører for arbejdsmarked-, udlændinge-, integration-, indfødsret- og idræts-politik.
Ved valget i 2011 blev han genvalgt til Folketinget for Enhedslisten, denne gang i Nordsjællands Storkreds.
Jørgen Arbo-Bæhr er medlem af det trotskistiske parti Socialistisk Arbejderparti (SAP), som i 1989 var med til at stifte Enhedslisten.